# Политический кризис в Амбазонии (с 2019 года)
Полити́ческий кри́зис в Амбазо́нии (иногда Амбазонский кризис лидерства) — продолжающийся на данный момент внутриполитический конфликт на территории непризнанной Федеративной Республики Амбазония. Считается, что кризис начался 2 мая 2019 года, когда ранее арестованный и приговорённый к пожизненному заключению 1-й президент ФРА Сису Джулиус Аюк Табе, который действовал из-под стражи в Яунде и находился в тесных контактах с представителями и чиновниками МВД Камеруна, заявил о роспуске де-юре легитимного правительства Икоме Сако, восстановив своё правительство, которое, как было сказано выше, находилось под арестом и контролем Камеруна. Данный шаг перечеркнул проведённые 4 февраля 2018 года экстренные выборы с использованием коллегии выборщиков и утверждённые позже импичментом Советом по восстановлению Амбазонии по-отношению к Аюку Табе. Данный кризис по-сути перечеркнул все усилия по объединению разношёрстных группировок, продвигающие независимость или федерализацию Амбазонии и крайне дестабилизировал обстановку как для тыла, так и для фронта.

## Фон
5 января 2018 года члены Временного правительства Амбазонии, включая президента Сису Джулиуса Аюка Табе, были арестованы в Нигерии и депортированы в Камерун, когда те попытались добиться от властей Нигерии предоставления политического убежища и поддержки Амбазонии. Проведя 10 месяцев в штаб-квартире жандармерии Камеруна, они были переведены в тюрьму строгого режима в Яунде. Правительство по-сути пало. В результате чрезвычайного съезда уцелевших членов от 4 февраля 2018 года, а также решения полномочных представителей и выборщиков от каждого округа ФРА, новым президентом, а равно председателем Временного Правительства стал Самуэль Икоме Сако, которому было поручено сформировать новое правительство.

## Кризис правления
2 мая 2019 года, арестованный президент Сису Аюк Табе, пользуясь поддержкой Камерунского правительства и их каналами связи, несмотря на решение Временного Правительства от 4 февраля 2018 года, объявил о том, что он вновь восстанавливает свои полномочия и свой кабинет министров, а президент Самуэль Икоме Сако, равно как и его правительство, снято со всех постов и должностей. В приказе, выпущенным арестованным и подконтрольным Камеруну президентом Аюком Табе, последний хвалит проделанную работу кабинетом Сако, однако назвал его недееспособным ввиду неких внутренних распрей.
Временное правительство утратило способность примирять и направлять наш народ и тем самым поставила под угрозу нашу самобытность и миссию временного правительства по завершению деколонизации Южного Камеруна путем продвижения наших коллективных национальных интересов.Сису Джулиус Аюк Табе., из приказа 1-го президента ФРА от 02.05.2019 г.
В результате данного приказа, который активно распространялся камерунскими властями, а также отказа правительством Сако признавать данный приказ легитимным, произошёл политический кризис, а движения за независимость Амбазонии по сути разделились на два лагеря. Так, Совет восстановления Абмазонии 12 июня 2019 года, поддержав действующее правительство, объявил «Народный импичмент» Аюку Табе за государственную измену и заявил, что вопрос по будущему Временного Правительства, а равно и поддержке Сако состоится через три месяца. Управляющий совет Амбазонии, а также Силы самообороны Амбазонии поддержали Аюка Табе, а чуть позже соеденились с лояльными ему частями.
При этом, несмотря на тюремное заключение и влияние Камеруна на Аюка Табе, он на момент 2021 года всё ещё считается наиболее влиятельным и авторитетным руководителем, когда Сако остаётся только на втором месте. Так, в июле 2020 года, камерунские власти провели вопрос о прекращении огня именно через Аюка Табе, а не правительство Сако.
Очередным ударом по ситуации с правительством стал союз УСА и ССА с Коренными Народами Бифоры с октября 2021 года, что противоречило идеям Сако о получении поддержки у Ниегрийского правительства.
2 февраля 2022 года, Икоме Сако был объявлен импичмент, который он сам не признал, несмотря на факт того, что за ним де-факто не осталось никаких сил для того, чтобы проецировать свою власть.

## Последствия
Конфликт привёл к формированию, по-сути, двух правительств, которые претендуют на представительство народа Амбазонии: избранный с помощью выборщиков кабинет министров Сако и назначенный в результате формирования правительства кабинет Табе. Данный сдвиг в управлении крайне сильно усложняет управление как государством, так и проведением переговоров или дипломатического участия Амбазонии в международных процессах. Так, во второй половине 2019 года Швейцария выступила посредником в мирных переговорах между Амбазонией и Камеруном. Однако данные переговоры были байкотированы Аюком Табе и его сторонниками, которые пригрозили саботировать инициативу ООН, Африканского союза и ЕС (за исключением Франции) по мирному решению конфликта.
Ещё одни переговоры прошли в июле 2020 года, но в этот раз между Камеруном и Аюком Табе по-поводу проведения 14-дневного прекращения огня, но уже без международного посредничества. Правительство Сако назвало данное действие провокацией, которая не могла бы произойти с международным посредничеством, ибо заключённые, тем более имеющие связи с Камеруном, не просто не могут вести переговоры, они не могут представлять Амбазония в целом.

## Попытки разрешения конфликта
В попытках разрешить или смягчить данный конфликт, 22 сентября 2019 года правительство Сако создала Коалиционную группу Амбазонии — совместную платформу для переговоров, куда вошли 10 значимых лидеров амбазонского движения за независимость, Временное Правительство Сако и представители Камеруна.
Со стороны Табе попытка урегулировать конфликт произошла 13 октября 2020 года, когда тот совершил телефонное совещание с Самуэлем Сако из тюрьмы г. Яунда. В ответ, правительство Сако повторила — они являются легитимным и полномочным правительством и порекомендовали Аюку Табе отозвать все свои заявления и самораспустить своё так называемое правительство.